# Stigmatophora grisea
Stigmatophora grisea är en fjärilsart som beskrevs av Erich Martin Hering 1936. Stigmatophora grisea ingår i släktet Stigmatophora och familjen björnspinnare. Inga underarter finns listade i Catalogue of Life.